# The Black Swan
The Black Swan (на български: Черният Лебед) е третият студиен албум на американската рок група Story of the Year. Албумът е кръстен на книгата на Насим Никълъс Талеб, Черният Лебед и е първият им албум, записан с Epitaph Рекърдс, след преминаване от големите Маверик Рекърдс.
Коментирайки този случай, вокалистът Дан Марсала заявява в интервю: „Когато правихме този запис се чувствах като започващ отначало. Ние сме като чисто нова група. Можете да чуете в тези песни, че сме развълнувани отново. Мисля, че ние наистина сме се засилили в този албум.“ Китаристът Райън Филипс добавя: "Epitaph изглеждаше като идеалното място за нас в този момент в нашата кариера. Това е много по-творческа среда."
Една тема се намира в някои от песните (Wake Up, Terrified, и по-специално "Pale Blue Dot (Interlude)") – че човешкото съществуване е незначително в сравнение с Вселената като цяло, и че войните, борбите и убийството изглеждат безсмислени. Песента "Pale Blue Dot (Interlude)" разполага с откъс от Pale Blue Dot: A Vision Of The Human Future In Space, прочетено от автора и астронома Карл Сейгън. Групата смята, че хората трябва да живеят живота си в пълна степен. Другите песни включват политически и социални въпроси. Албумът дебютира в класациите във Великобритания под номер 6 и номер 18 в САЩ Billboard 200 чартове, и се продават около 21 000 копия през първата седмица.

## Песни
1. Choose Your Fate 3:34
2. Wake Up 3:32
3. The Antidote 4:00
4. Tell Me 3:59
5. Angel In The Swamp 4:29
6. The Black Swan 3:45
7. Message To The World 4:04
8. Apathy Is A Deathwish 3:31
9. We're Not Gonna Make It 4:03
10. Cannonball 3:50
11. Terrified 4:00
12. Pale Blue Dot (Interlude) 1:06
13. Welcome To Our New War 5:11
14. The Truth Shall Set Me Free 4:00
15. Never Let It Go 3:42
16. The Virus 3:51
17. Turn Up The Radio 3:52
18. Save One 4:09

## Членове на групата
- Дан Марсала – Вокалист
- Райън Филипс – Соло китара
- Адам Русел – Бас китара
- Филип Снийд – Ритъм китара
- Джош Уилс – Барабани